# Wassersäulenmaschine

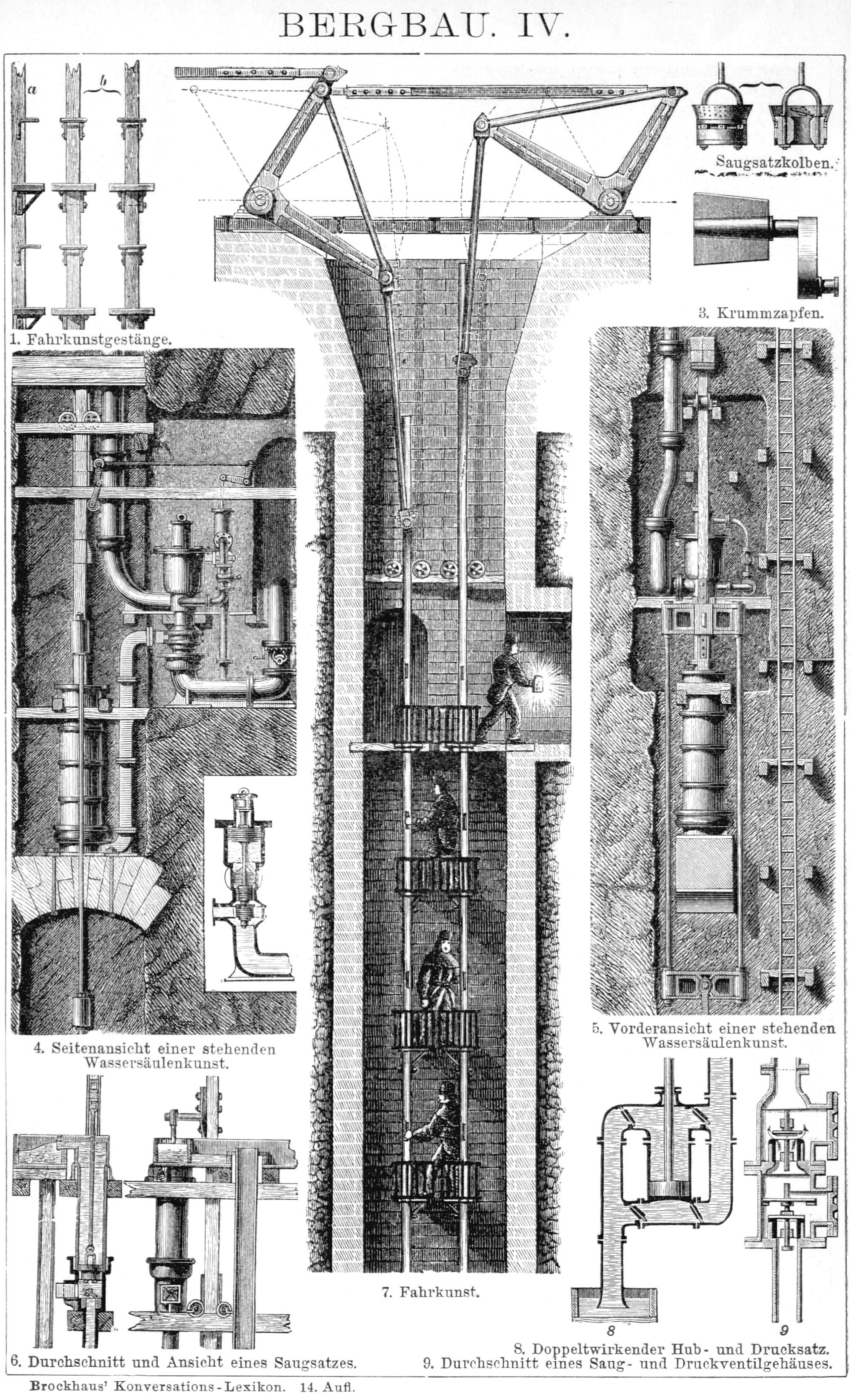
Darstellung einer Wassersäulenmaschine

Eine Wassersäulenmaschine (zeitgenössisch auch Wassersäulenkunst) ist eine Maschine zur Nutzung von Wasserkraft. Sie wurde zunächst eingesetzt, um Wasser aus einem Bergwerk zu befördern. Wassersäulenmaschinen wurden auch als Antrieb der Fahrkunst genutzt. Neben dem Einsatz als Antriebsmaschine im Bergbau wurde die Wassersäule auch in anderen Bereichen verwendet. Im 19. Jahrhundert wurde eine Wassersäulenmaschine für den Betrieb des Blasebalgs einer Orgel benutzt.
Der englische Fachbegriff für Wassersäulenmaschine ist water column engine oder water column machine.

## Geschichte

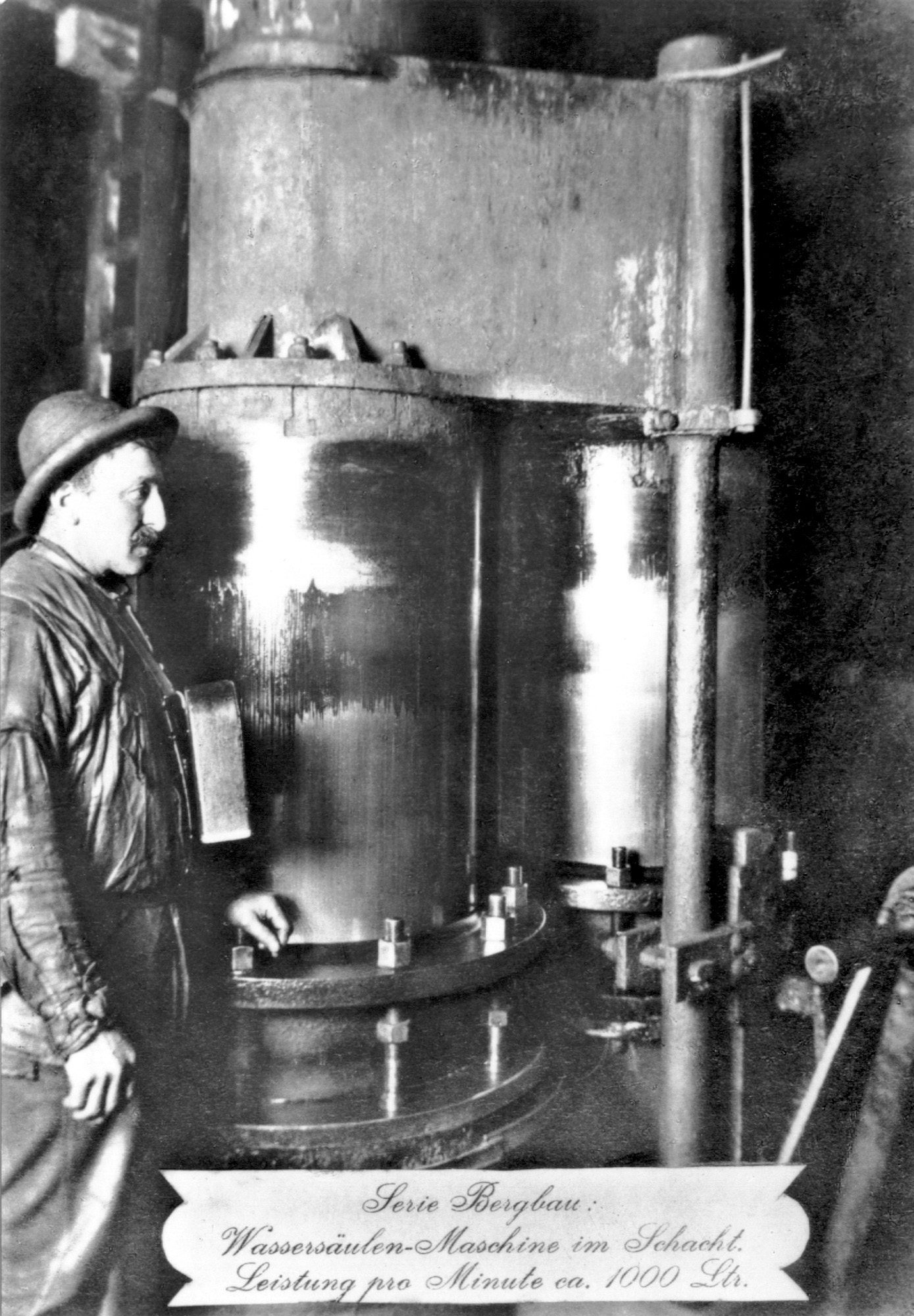
Freiberger Wassersäulenmaschine (1900), Förderleistung ca. 1000 Liter je Minute

Wassersäulenmaschine zum Antrieb der Fahrkunst im Kaiser-Wilhelm-Schacht, 368 Meter unter Tage, um 1914

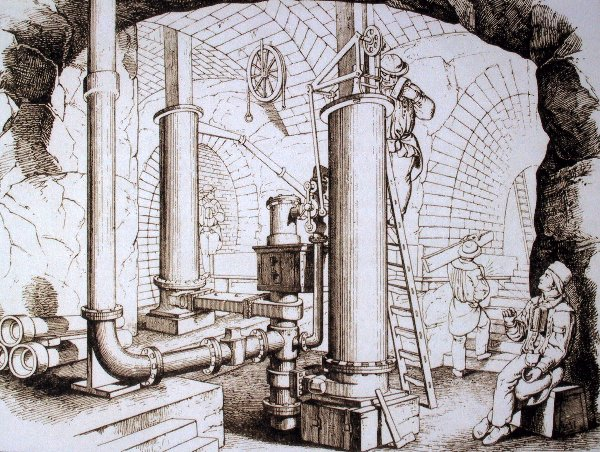
Wassersäulenmaschine mit einseitig wirkenden Treibekolben im Menden-Schacht der Alten Mordgrube bei Brand-Erbisdorf, Sachsen, Zeichnung von Johann Eduard Heuchler, 1857

Im Jahr 1731 wurde die erste Wassersäulenmaschine von den beiden Geistlichen de la Deuille und Denisart entworfen. Am 21. November des Jahres 1741 reichte der damalige Ingenieur-Fähnrich Georg Winterschmidt (1722–1770) aus dem Fürstentum Wolfenbüttel ein Promemoria über eine von ihm erfundene Wassersäulenmaschine beim Bergamt in Clausthal ein. Im Anschluss daran wurde ein Vertrag zwischen dem Bergamt und Winterschmidt über die Lieferung einer Wassersäulenmaschine geschlossen. Nach der Fertigstellung arbeitete die Maschine in einem Bergwerk zur Zufriedenheit der Bergbehörde. Im Jahr 1749 nutzte der Oberkunstmeister Josef Karl Höll das Prinzip des Heronsballes zur Förderung von Grubenwasser. Diese sogenannte Luftmaschine wurde im März des Jahres 1753 auf dem Amalienschacht in Schemnitz in Betrieb genommen. Die Maschine verursachte aber gewaltige Stöße und Erschütterungen, so dass selbst der Schacht dadurch in Mitleidenschaft gezogen wurde. Aus diesem Grund wurde im Jahr 1808 die Steuerung der Maschine umgerüstet. Im Jahr 1912 kam die Originalmaschine ins Deutsche Museum in München, wurde aber im Zweiten Weltkrieg durch Bombardierung zerstört. Ein Modell der „Luftmaschine“ befindet sich an der Bergakademie Freiberg.

### Entwicklung und Einsatz der Wassersäulenmaschinen
Johann Friedrich Mende (1743–1798), Kunstmeister und ab 1778 oberster Maschinendirektor aller sächsischen Bergämter, lernte 1767 auf einer Studienreise in den Harzer Bergbaurevieren die von G. Winterschmidt erfundene Wassersäulenmaschine kennen.
Mende ließ daraufhin 1767–1769 auf der Grube Siegfried in Riechberg bei Freiberg die erste sächsische Wassersäulenmaschine einbauen. 1771–1777 wurden von Mende drei weitere Wassersäulenmaschinen im Marienberger Bergbaurevier errichtet. Mendes Wassersäulenmaschinen hatten aber noch erhebliche technische Probleme, vor allem Dichtigkeitsprobleme, so dass sie zunächst keine große Bedeutung erlangten.
Christian Friedrich Brendel (1776–1861) war Kunstmeister und späterer oberster sächsischer Maschinenbeamter der Bergbehörden und Entwickler/Konstrukteur von neuartigen/veränderten Dampfmaschinen, Wassersäulenmaschinen und Hüttengebläsen. Brendel konstruierte für Freiberger Gruben zwischen 1816 und 1847 vier Wassersäulenmaschinen. Im Gegensatz zu denen von Mende, bewährten sich die neuen „Brendelschen Wassersäulenmaschinen“ im sächsischen Bergbau. Daher wurden nun weitere Wassersäulenmaschinen nach Brendel in anderen Gruben errichtet.
Die 1820–1824 bei der Errichtung einer neuen Wassersäulenmaschine in der Freiberger „Mordgrube“ erfundene „Brendelsche Kolbensteuerung“ fand international Beachtung.
Brendelsche Wassersäulenmaschinen hatten einen doppelt wirkenden Kolben (Aufschlagswasser wird wechselnd an beiden Seiten angelegt). Die Kolbenstange musste daher aus Rundstahl (statt wie bisher aus quadratischem Holz) gefertigt sein, da sie durch eine Stopfbuchse geführt wurde. Damit löste Brendel das Problem der undichten Treibekolbendichtungen. Noch vorhandene Undichtigkeiten am Kolben spielten nun keine große Rolle mehr. Wichtig war die Dichtheit der Stopfbuchse, die technisch leicht umsetzbar war.

### Höhepunkt und Niedergang der Wassersäulenmaschinen
Die Blütezeit der Wassersäulenmaschinen lag in der zweiten Hälfte des 19. Jh. Mit Entwicklung der Brendelschen Kolbensteuerung und der Umsetzung doppeltwirkender Treibekolben durch Christian Friedrich Brendel nach 1820 fanden Wassersäulenmaschinen unter anderem in sächsischen Bergbaurevieren weite Verbreitung. Durch die Einführung von Schwungrad und Windkessel wurden Laufruhe und Betriebssicherheit weiter erhöht. Der große Vorteil der Wassersäulenmaschinen in Schächten war ihr geringer Platzbedarf. Es musste keine große Radkammer ausgemeißelt oder herausgesprengt werden (was im 18. Jh. von Hand noch ca. 30 Jahre gedauert hätte). Der wichtigste Vorteil war aber der hohe Wirkungsgrad von 70 bis 90 %.
Ab 1880 wurde die Technik der Wasserturbinen weiterentwickelt (Peltonturbine ca. 1880). Nun standen kleine leistungsstarke und wartungsarme Antriebe in Form von Wasserturbinen zur Verfügung, die problemlos auch Kreiselpumpen und Kreiselpumpenkaskaden antreiben konnten. Als mit der Einführung des Wechselstromes in Deutschland für die Industrie ab ca. 1890/1905 schließlich schleiferlose Wechselstrommotoren verfügbar waren, begann der Niedergang der wartungsintensiven Wassersäulenmaschinen.
Um 1900 arbeiteten im Oberharzer Bergbau noch zehn Wassersäulenmaschinen, von denen die letzte ihren Betrieb im Jahre 1924 einstellte.

## Grundlagen
Beim Übergang zum Tiefbau standen die Bergwerksbetreiber vor dem Problem, die anfallenden Grubenwässer abzuführen. Insbesondere bei Bergwerken mit hohem Anteil von Grubenwasser reichten die verwendeten Wasserräder für den Antrieb der Wasserkünste oftmals nicht mehr aus, um eine wirksame Wasserhaltung zu gewährleisten. Diese Maschinen hatten einen sehr schlechten Wirkungsgrad. Im 18. Jahrhundert wurden die ersten Dampfmaschinen zur Wasserhebung in Bergwerken eingesetzt. In den brennstoffarmen Bergbauregionen konnten diese nicht eingesetzt werden. Hier waren die Wassersäulenmaschinen eine Alternative zu den mittels Wasserkraft angetriebenen Pumpenkünsten. Gerade in den Bergbauregionen, in denen nur kleine Mengen an Aufschlagwasser, jedoch eine genügend große Fallhöhe vorhanden war, konnten Wassersäulenmaschinen nutzbringend eingesetzt werden. Eine Wassersäulenmaschine nimmt erheblich weniger Platz ein als die verwendeten Wasserradkaskaden und hat gleichzeitig einen besseren Wirkungsgrad. Wassersäulenmaschinen hatten einen Wirkungsgrad von 83 Prozent, der Gesamtwirkungsgrad mit angekoppelter Pumpe lag bei 66 Prozent. Die Leistung der Wassersäulenmaschinen lag gegen Ende des 19. Jahrhunderts zwischen 75 und rund 100 Kilowatt.

## Aufbau
Jede Wassersäulenmaschine besteht aus einem Einfallrohr, über das das Aufschlagwasser eingeleitet wird. Das Aufschlagwasser wird dem Treibzylinder zugeleitet. Im Treibzylinder befindet sich ein gut abdichtender Kolben. Der Kolben ist mit mehreren Saug- und Druckwerken oder mehreren Kunstsätzen verbunden. Es gibt einfachwirkende und doppeltwirkende Wassersäulenmaschinen. Bei den einfachwirkenden Maschinen wird die Rückführung des Kolbens durch sein eigenes Gewicht oder durch ein mit dem Kolben verbundenes Gewicht erzielt. Bei den doppeltwirkenden Maschinen wird die Rückführung des Kolbens durch den Druck des Aufschlagwassers erwirkt. Die Aufschlagwasserzuteilung wird über eine Steuerung reguliert. Diese Steuerung besteht aus zwei Steuervorrichtungen. Eine Vorrichtung steuert das abwechselnde Einlaufen und Absperren des Aufschlagwassers. Die andere Vorrichtung verbindet die erste Steuereinheit mit dem Treibkolben, damit sich dieser ohne einen zusätzlichen Antrieb bewegt. Anfänglich wurde eine Hahnsteuerung verwendet, diese wurde aber bald durch eine Kolbensteuerung ersetzt. Die Steuerzylinder bei der Kolbensteuerung besitzen jeweils zwei Kanäle, die den Zu- und Abfluss des Wassers zum Treibzylinder ermöglichen. Im Steuerungszylinder befindet sich eine Stange mit zwei Steuerungskolben.

## Funktion
Bei der Wassersäulenmaschine wird als Antrieb das Prinzip der perpendikulären Röhren ausgenutzt. Dabei wird der hydrostatische Druck der Wassersäule genutzt. Die Höhe der Wassersäule ist dabei der Höhenunterschied zwischen dem Wasserstand des Aufschlagwassers und dem Abfluss. Durch die wechselweise Auffüllung mit Aufschlagwasser wird der Kolben im Treibzylinder hin und her bewegt. Durch die Kolbensteuerung werden die Ventile, nachdem der Kolben zurückgesetzt wurde, geöffnet. Dabei wird das Wasser durch den zurückgedrückten Kolben über eine Öffnung aus dem Treibezylinder gedrückt. Im Gegenzug strömt auf der anderen Kolbenseite wiederum Wasser ein. Wassersäulenmaschinen sind sogenannte Langsamläufer, sie haben nur eine Taktzahl von vier bis acht Takten pro Minute. Der Druck des Aufschlagwassers konnte bei 400 Meter Fallhöhe 40 Bar betragen. Dabei musste also das Aufschlagwasser einen Wasserstand von 400 Metern über dem Wasserstand des Abflusses aufweisen. Durch die Bewegung des Kolbens wird eine mit dem Kolben verbundene Kolbenpumpe bewegt. Mit dieser Kolbenpumpe wird dann das Grubenwasser abgepumpt. Das genutzte Aufschlagwasser wird über den Wasserlösungsstollen abgeführt.

## Probleme beim Einsatz
Der betriebliche Einsatz der Wassersäulenmaschine gestaltete sich in den ersten Jahren oftmals problematisch. Hauptursache für Störungen an den Maschinen waren Dichtigkeitsprobleme. Die Kolbendichtungen der Maschine wurden bis ins 19. Jahrhundert aus Leder gefertigt. Dieses Material war hohen Betriebsdrücken bis zu 60 Bar ausgesetzt. Diesen hohen Betriebsdrücken und der Dauerbelastung konnten die Lederdichtungen nicht lange widerstehen. Auch bei einer modifizierten Version aus dem Jahr 1755 mit verbesserter Ventilsteuerung kam es häufig zu Steuerungsproblemen. Außerdem wurden die Maschinen aufgrund des unelastischen Laufs öfters beschädigt. Die Weiterentwicklung scheiterte an den finanziellen Problemen und am politischen Kompetenzgerangel. Erst die neueren im Jahr 1820 von Johann Karl Jordan entwickelten Wassersäulenmaschinen arbeiteten mehrere Jahre ohne Beanstandungen. Bei diesen doppelt wirkenden Zweizylindermaschinen der Bauart nach Christian Friedrich Brendel wurde die Laufruhe der Maschinen erheblich verbessert. Diese verbesserte Laufruhe wurde durch die Erzeugung eines entsprechenden Gegendrucks bei der Rückführung des Aufschlagwassers erreicht. Der Gegendruck der Maschine wurde durch eine tiefer gelegene Maschinenkammer erzeugt.

### Erhöhung der Laufruhe und Vermeidung von Druckstößen
Zur Reduzierung der Druckstöße bei der Unterbrechung des Wasserflusses (des Aufschlagwassers) beim Umsteuern der Hähne/Ventile wurden ursprünglich Schlitze in die verwendeten Hähne oder Ventile eingebracht, um einen vollständigen Abbruch des Wasserflusses gleich von vornherein auszuschließen. Später wurden Kolben als Ventile eingesetzt, die auch Schlitze/Abschrägungen enthielten oder insgesamt konisch waren. Mit Erfindung der Brendelschen Kolbensteuerung für Wassersäulenmaschinen gab es praktisch keine Druckstöße mehr. Dennoch wurden noch gegen Ende des 19. Jh. an den Aufschlagwasser-Leitungen kurz vor dem Absperrventil der Wassersäulenmaschine Windkessel eingebaut, um Druckstöße sicher zu vermeiden. Es waren Behälter, in denen über dem Wasserpegel komprimierte Luft enthalten war. Weitere Maßnahmen zur Erhöhung der Laufruhe der Maschinen war die Nutzung eines Schwungrades und der Einbau der Wassersäulenmaschine unter dem Niveau des Wasserlösungsstollens, um einen Gegendruck durch die Wassersäule des abfließenden Aufschlagwassers, die sogenannte „Hinterwassersäule“, zu erzeugen.

## Brendelsche Kolbensteuerung
Ein typisches Problem früher Wassersäulenmaschinen war die Steuerung der Ventile/Hähne. Da Wasser im Gegensatz zu Gasen/Dämpfen nicht komprimierbar ist, besteht die Gefahr eines starken Druckstoßes (Wasserstoß) wenn man den Wasserfluss in einer langen Leitung abrupt stoppt (Massenträgheit des Wassers, die kinetische Energie wird in potentielle Druckenergie umgewandelt). Die kurzen und sehr hohen Druckspitzen können Leitungen, Ventile, Zylinder und insbesondere die Kolbendichtungen zerstören. Bis nach 1820 wurden die Ventile üblicherweise direkt von den Kolbenstangen der Treibekolben(Arbeitskolben) angesteuert.
Die 1820–1824 bei der Errichtung einer neuen Wassersäulenmaschine in der Freiberger „Mordgrube“ durch Christian Friedrich Brendel erfundene „Brendelsche Kolbensteuerung“ fand international Beachtung, denn sie verhindert sicher das Auftreten von Druckstößen, da das Unterbrechen des Wasserflusses langsam erfolgt durch Verschieben eines großflächigen Hilfskolbens, an den ein kleiner Ventilkolben mit einer kurzen Stange direkt angekoppelt ist. Hilfskolben und Ventilkolben befinden sich in einem separaten Gehäuse.
Der Ventilkolben wird hier nicht mehr von der Kolbenstange des Treibekolbens (Arbeitskolben) angesteuert, sondern direkt vom Druck des Aufschlagwassers, welches je nach Arbeitstakt entweder auf beiden Seiten des Hilfskolbens anliegt oder nur auf der Arbeitsseite des Hilfskolbens. Bei einseitig anliegendem Aufschlagswasser wird die „Arbeitsseite“ des Hilfskolbens druckfrei geschaltet (geöffnet zum Abfluss des eingeschlossenen Wassers aus dem Zylinder des Hilfskolbens). Ein externer Dreiwegehahn, der von der Kolbenstange des Treibekolbens direkt und schlagartig angesteuert wird, bestimmt wo das Aufschlagswasser anlag und ob die Arbeitsseite des Hilfskolbens druckfrei geschaltet wird. Die Druckdifferenz des Aufschlagwassers am großflächigen Hilfskolben verschiebt diesen mitsamt dem angekoppelten kleinflächigen Ventilkolben. Der kleinflächige Ventilkolben erlaubt das Ein- und Ausströmen des Aufschlagwassers in/aus den/dem Treibekolben (Arbeitskolben). Der Ventilkolben ist also ein Zweiwegeventil.
Druckstöße der Wassersäule können auch deswegen bei der „Brendelschen Kolbensteuerung“ für Wassersäulenmaschinen nicht auftreten, da kurzfristig erhöhter Druck der Wassersäule (z. B. durch Wasserstoß) den Hilfskolben schneller verschieben würde, was wegen Volumenzunahme im Zylinder des Hilfskolbens dem Druckanstieg entgegenwirken würde (zunehmendes Puffervolumen).
Beim Einströmen und Ausströmen des Aufschlagwassers in oder aus dem Treibekolben (Arbeitskolben) steht der Hilfskolben still, da der Druck des Aufschlagswassers gleichzeitig an seiner Unterseite und an seiner Oberseite anliegt. Der direkt mit dem Hilfskolben gekoppelte Ventilkolben steht daher nun auch still.
es existieren also zwei vorübergehend „stabile“ Zustände:
- Ventil zum Befüllen des Treibezylinders offen (Aufwärtsgang des Treibekolbens)
- Ventil zur Entleerung des Treibezylinders offen (Abwärtsgang des Treibekolbens)

und die beiden Übergangszustände, die jeweils kurzzeitig vor dem Ende oder Anfang eines Kolbenhubes (Treibekolben/Arbeitskolben) auftreten:
- Aufschlagwasser-Ventil schließt langsam & Entleerungs-Ventil öffnet zeitverzögert langsam
- Aufschlagwasser-Ventil öffnet langsam & Entleerungs-Ventil schließt zeitverzögert langsam

Der Druck des Aufschlagwassers steht permanent am Eingang des Dreiwegehahnes an und auch zwischen den einander zugewandten Kolbenseiten von Ventilkolben und Hilfskolben, welche ja miteinander mittels einer kurzen Stange gekoppelt sind.
Während eines ganzen Arbeitstaktes (Heben/Füllen des Treibekolbens/-zylinders und Senken/Entleeren des Treibekolbens/-zylinders) wird der Dreiwegehahn insgesamt zweimal abrupt umgeschaltet, bevor die Kolbenstange des Treibekolbens ihren vollen Hub erreicht hat und bevor sie wieder die Nullstellung (volle Entleerung des Treibekolbens/-zylinders) erreicht. In den kurzen Zeiträumen vor Erreichen von Anfangsstellung und Endstellung des Treibekolbens/Kolbenstange verschiebt der Steuerkolben den Ventilkolben und letzterer öffnet und schließt allmählich Abfluss und Zufluss des Aufschlagwassers zum bzw. aus dem Treibekolben.
Vor dem Ende des Abwärtsganges des Treibekolbens (Entleerung) wird der Dreiwegehahn auch abrupt umgesteuert, so dass das Aufschlagwasser nun an beiden Seiten des Hilfszylinders anliegt. Da das Aufschlagwasser auch an der kleinen „Innenfläche“ des Ventilkolbens anliegt, verschiebt sich die Kolbenkombination Hilfskolben/Ventilkolben nun langsam in Richtung Ventilkolben, also zur „Verschließung der Ablauföffnung“ und verzögerter „Freigabe der Befüllöffnung“ für den Aufwärtsgang des Treibekolbens.
Liegt das Aufschlagswasser also an beiden Seiten des Hilfskolbens an gibt es also nur eine stabile Stellung von Steuerkolben/Ventilkolben (Abflußöffnung verschlossen/Befüllöffnung für den Aufwärtsgang offen: der Aufwärtsgang des Treibekolbens beginnt).

## Balancier
Wassersäulenmaschinen, die sich in tiefen Schächten von Bergwerken befanden hatten oft einen Balancier. Waren Treibekolben(Arbeitskolben) und Pumpenkolben über sehr lange hölzerne Kunstgestänge miteinander verbunden, so hatte dieses Kunstgestänge eine erhebliche Masse von mehreren Tonnen. Da bei jedem Hubvorgang des Gestänges Hubenergie aufgewendet werden muss, hätte die Wassersäulenmaschine bei jedem Hubvorgang diese Energie „nutzlos“ aufbringen müssen. Der energetische Wirkungsgrad der Wassersäulenmaschine wäre deutlich abgesunken. Beim Abwärtsvorgang wäre eventuell ein Bremsen nötig gewesen (eventuell auch durch erhöhten Staudruck beim Ablassen des Treibewassers aus dem Treibezylinder, also durch Drosselung des abfließenden Wassers oder eine Gegenwassersäule). Um dies zu verhindern, wurde an jede lange Kolbenstange ein Balancier (Gegengewicht) angekoppelt oder das Gegengewicht über eine Umlenkrolle an einem Seil mit dem oberen Ende der Kolbenstange gekoppelt. Balancier oder Gegengewicht befanden sich bei Wassersäulenmaschinen in senkrechten Schächten sicher meist oberhalb des Schachtes im/beim Huthaus/Förderturm. Sie können aber auch in unterirdischen Kammern beim Förderschacht angeordnet gewesen sein.
Lange Kunstgestänge wurden damals üblicherweise aus quadratischen Kantholz angefertigt, welches im 18. und 19. Jhd. viel günstiger war als lange geschmiedete oder gewalzte Metallstangen. Das Kunstgestänge durfte nur auf Zugbelastung beansprucht werden. Druckbelastung hätte zum Durchbiegen und Brechen der Holzstangen führen können. Auch daher war die Anwendung eines Balanciers oder Gegengewichts unerlässlich. Die wirksame Masse des Gegengewichts oder Balanciers lag immer etwas unter dem des zu hebenden Gestänges, da beim Abwärtsgang des Gestänges und des (einfachwirkenden) Treibekolbens noch Potentielle Energie zur Entleerung des Treibekolbens zur Verfügung stehen musste.
Die in Sachsen unter Mende und Brendel betriebenen Maschinen hatten einen Balancier.
Ab 1822 wurde der Balancier (gemeint ist hier das Gegengewicht) bei den im Bergbau nun eingesetzten „Reichenbach-Jordanschen Wassersäulenmaschinen“ durch eine sogenannte „Hinterwassersäule“ („hydraulischer Balancier“) ersetzt. Dazu wurden die Treibekolben (Arbeitskolben) etliche Meter unter dem Niveau des Wasserlösungsstollens/Erbstollens angeordnet. Bei der Entleerung der Treibekolben (Abwärtsgang) musste nun der Gegendruck dieser Wassersäule (vom Niveau der Treibekolben bis hinauf zum Wasserlösungsstollen) überwunden werden. Die so aufgestellten Maschinen arbeiteten auch gleichmäßiger. Dieses Prinzip wurde später bei allen modernen Wassersäulenmaschinen angewendet. Der Balancier entfiel dadurch nach 1822 bei vielen Maschinen.

## Arten von Wassersäulenmaschinen
| kolbenfrei                                                    | mit Treibekolben (Arbeitskolben) | mit Treibekolben (Arbeitskolben)            | mit Treibekolben (Arbeitskolben) | mit Treibekolben (Arbeitskolben) | mit Treibekolben (Arbeitskolben) | mit Treibekolben (Arbeitskolben) |
| ------------------------------------------------------------- | --- | ------------------------------------------- | --- | --- | --- | --- |
| - „Luftmaschine“ (1749/1753) von Josef Karl Höll in Schemnitz | mit Schwungrad (und Bremsvorrichtung dafür) | mit Schwungrad (und Bremsvorrichtung dafür) | ohne Schwungrad | ohne Schwungrad | ohne Schwungrad | ohne Schwungrad |
| - „Luftmaschine“ (1749/1753) von Josef Karl Höll in Schemnitz | einfachwirkende Treibekolben | doppeltwirkende Treibekolben                | einfachwirkende Treibekolben | einfachwirkende Treibekolben | einfachwirkende Treibekolben | doppeltwirkende Treibekolben |
| - „Luftmaschine“ (1749/1753) von Josef Karl Höll in Schemnitz | - beide Wassersäulenmaschinen der Fahrkunst und der Förderkunst im Blindschacht des Kaiser-Wilhelm-Schacht (Clausthal) (ab 1880), mit Schwungrad und mehreren parallelgeschalteten einseitig wirkenden Treibekolben (lt. Abbildung der TU Clausthal-Zellerfeld) - Wassersäulenmaschine in St. Joachimsthal vor 1918, mit einseitig wirkenden Treibekolben die anstelle eines Schwungrades eine zweiläufige Seiltrommel als Hebekunst antreiben (Modell im Bezirksmuseum Sokolov) | - Schmid’scher Wassermotor (1873)           | - Lambachpumpen (ab 1897) zur Förderung von Trink- und Brauchwasser: zwei direkt gekoppelte einfachwirkende Treibekolben mit einem doppeltwirkenden Pumpenkolben oder zwei indirekt gekoppelte einfachwirkende Treibekolben mit zwei einfachwirkenden Pumpenkolben | - Reichenbach’sche Solehebemaschine mit „Aufziehkolben“ (ab 1810): ein einfachwirkender Treibekolben(zum Druckpumpen der Sole), ein Aufziehkolben zur Rückführung aller mechanisch direkt miteinander gekoppelter Kolben (Ansaugvorgang der Sole/Entleerung des Aufschlagwassers aus dem Treibekolbens), zwei einfachwirkende parallelgeschaltete Pumpenkolben | - Wassersäulenmaschinen (nach 1741) von Georg Winterschmidt im Clausthaler/Harzer Bergbau: mit einfachwirkenden Treibekolben - frühe Menden’sche Wassersäulenmaschinen (ab 1776) in Sachsen: mit einfachwirkenden Treibekolben und quadratischen Kolbenstangen aus Holz | - Reichenbach’sche Solehebemaschine (nach 1810) ohne „Aufziehkolben“: ein doppeltwirkender Treibekolben, zwei doppeltwirkende parallelelgeschaltete Pumpenkolben die mechanisch direkt mit dem Treibekolben gekoppelt sind - Neuere Brendel’sche Wassersäulenmaschinen(nach 1816/1846?) in Sachsen: mit doppeltwirkenden Treibekolben mit runder Metall-Kolbenstange und Stopfbuchse für die Abdichtung der Kolbenstange |

Schwungräder kamen dann zum Einsatz, wenn die Pendelbewegung der Kolbenstange in eine drehende Bewegung umgeformt werden musste, beispielsweise zum Betrieb von Hebekünsten und Fahrkünsten. Schwungräder stabilisierten auch den Lauf der Maschinen.

## Heute noch erhaltene Wassersäulenmaschinen

### Solehebemaschinen und Lambach-Trinkwasserpumpen

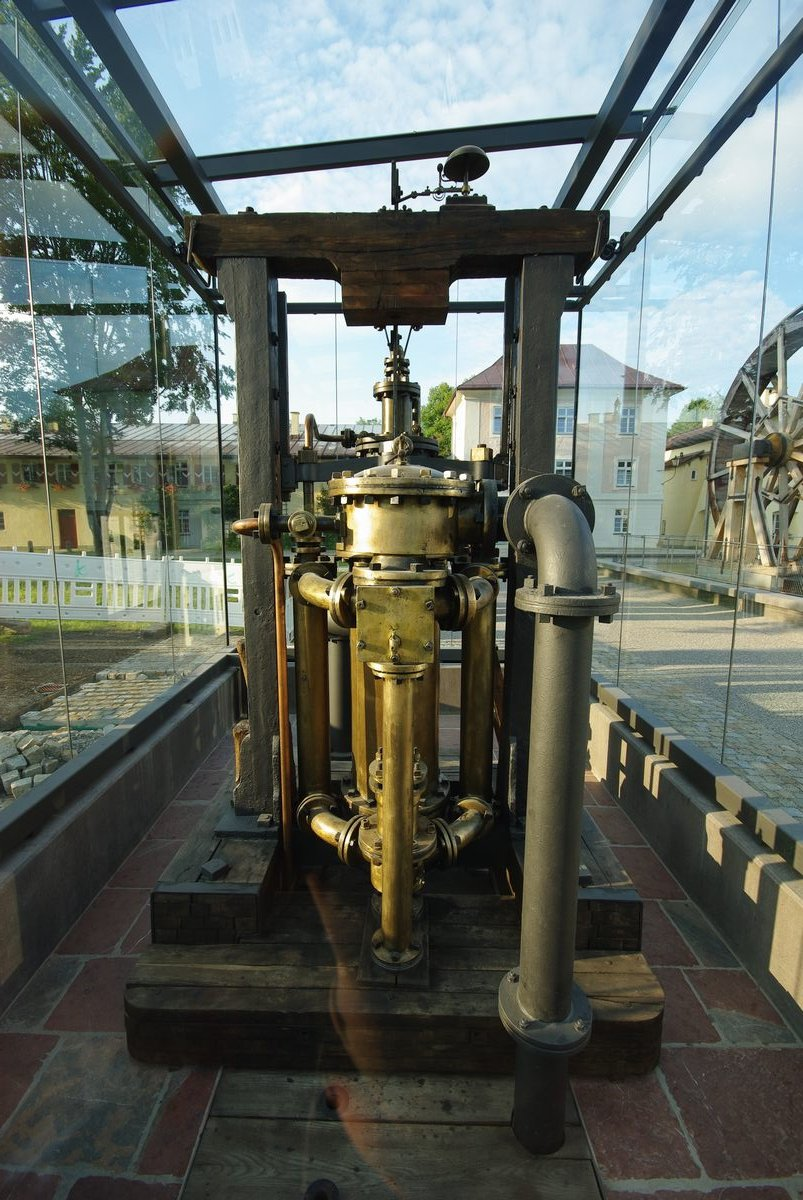
Reichenbachsche Wassersäulenmaschine im Salinenpark Traunstein

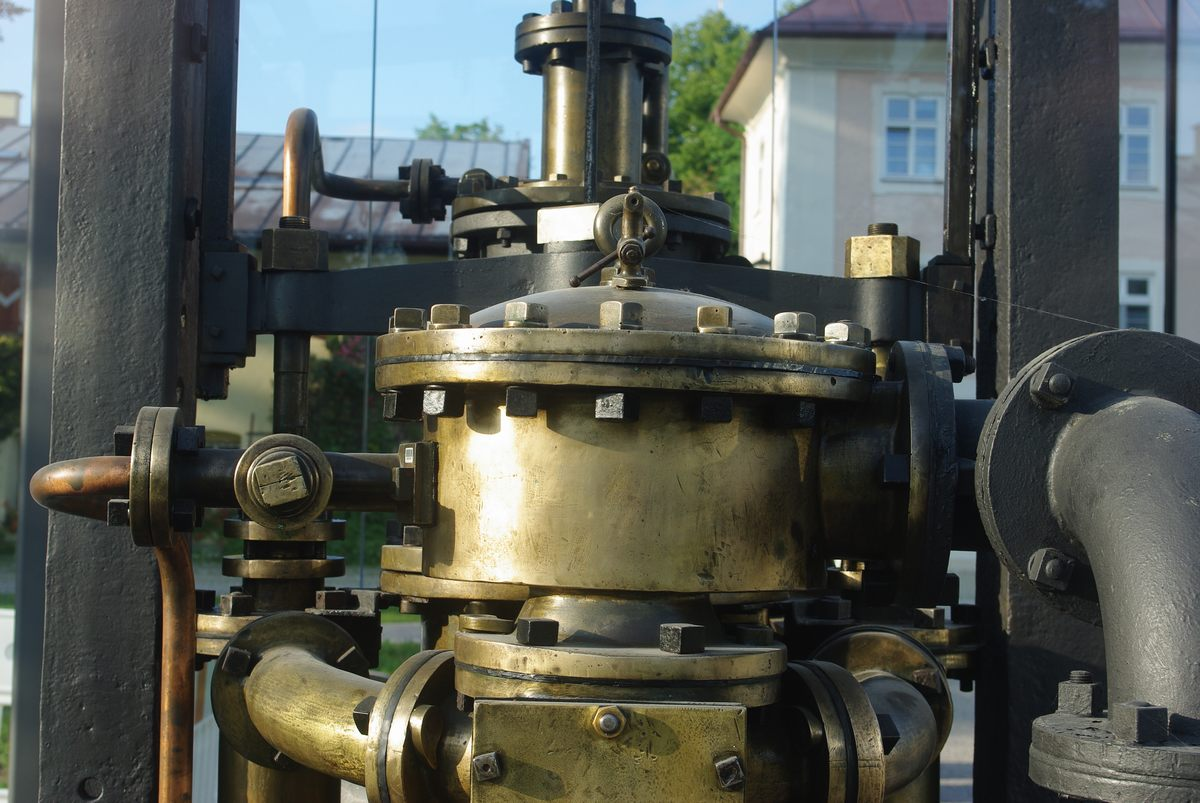
Ebensolche: rechts und links die doppeltwirkenden Pumpenzylinder für die Sole, mittig der Treibezylinder für das Aufschlagswasser

- Bad Reichenhall: Solehebemaschine nach Reichenbach: im unterirdischen Quellenbau der Alten Saline, im Zuge von Führungen zu besichtigen.
- Grassau: Solehebemaschine nach Reichenbach: im Museum Klaushäusl zu besichtigen.
- München: Solehebemaschine nach Reichenbach (Typ III): im Jahre 1904 wurde die Solehebemaschine von Pfisterleite (Berchtesgadener Soleleitung) deinstalliert und in das Deutsche Museum München verbracht, zu besichtigen in der Ausstellung „Kraftmaschinen“ im EG. In der „Akademiesammlung“ im 1. OG befindet sich ein funktionsfähiger Prototyp von Georg von Reichenbach.[20]
- Traunstein: Solehebemaschine nach Reichenbach (Typ II): im Salinenpark Traunstein zu besichtigen.
- verschiedene Orte: mehrere Lambachpumpen zur Trinkwasserförderung, blieben erhalten und wurden teilweise wieder in funktionstüchtigen Zustand versetzt.

### In sächsischen Bergwerken
- Brand-Erbisdorf: original erhaltene ca. 17 m hohe Wassersäulenmaschine (ca. 1800–1830) im Mendenschacht des Bergwerkes Alte Mordgrube Fundgrube[21]. Nicht öffentlich zugängig.
- Brand-Erbisdorf: Maschine im Hörnigschacht der Einigkeit Grube. Nicht öffentlich zugängig.
- Freiberg: kleine Wassersäulenmaschine, ausgestellt im Maschinenhaus des Bergbaumuseums Fundgrube Alte Elisabeth. Ehemals im Rothschönberger Stolln am 8. Lichtloch bei Halsbrücke befindlich gewesen[22]. (Museum Alte Elisabeth Teil des Welterbes Erzgebirge)
- Gersdorf/Sachsen: Schaubergwerk „Segen-Gottes-Erbstolln“ mit zwei unterschiedlich alten noch vorhandenen „Brendel’schen Wassersäulenmaschinen“ von 1833 und 1863, beide nebeneinander im Josephschacht in einem riesigen ausgemauerten Gewölbe/Maschinenraum. Treibekolben-Gehäuse und/oder Zuflussrohre (?) etwa 40–50 cm Außendurchmesser. Teil der Führung. (Schaubergwerk seit 2019 anerkannter Teil der UNESCO-Welterbestätten der Montanregion Erzgebirge/Krušnohoří)[23]
- Großolbersdorf: Maschine im Kalkwerk Heidelbach in Großolbersdorf bei Wolkenstein. Nicht öffentlich zugängig.
- Zschorlau: Maschine im Türkschacht. Nicht öffentlich zugängig.

## Modelle in Museen
- Im tschechischen Bezirksmuseum Sokolov im Schloss Sokolov befindet sich ein Modell einer Wassersäulenmaschine die in der zweiten Hälfte des 19. Jh. in den Gruben von St. Joachimsthal (Erzgebirge) im Einsatz war. Das Modell wurde vor 1918 vom Mechaniker und Modellbauer Johann Tober am Deutschen Landes-Polytechnikum (Königliches Deutsches Landespolytechnikum in Prag?) gebaut. Dieses Modell zeigt den Antrieb einer großen zweiläufigen Seiltrommel durch diese Maschine, zur Förderung von Gestein in Eimern aus mehreren hundert Metern Tiefe. Seiltrommel und Pleuel mit Kurbelwelle befinden sich an diesem Modell direkt unterhalb der „auf dem Kopf stehenden“ Arbeitszylinder (Treibezylinder). Ein zweites Modell in diesem Museum, des Schachtes der Kohlengrube Kübeck in Kladno, Anfang 20. Jh., scheint ebenfalls eine Wassersäulenmaschine zu beinhalten, doch diese wird nur als „Pumpenanlage“ benannt.
- Ein Modell der Luftmaschine von Karl Josef Höll befindet sich an der Bergakademie Freiberg.
- Modell der Wassersäulenmaschine (mit Schwungrad) des Königin-Marien-Schachtes im Oberharzer Bergwerksmuseum in Clausthal-Zellerfeld.[19]

## Chronologie der Erfinder und Entwickler
- 1731: die französischen Geistlichen de la Deuille und Denisart erfinden eine Wassersäulenmaschine
- 1741: Ingenieur-Fähnrich Georg Winterschmidt (1722–1770), erste selbst entwickelte Wassersäulenmaschine in Clausthal/Harz in Betrieb genommen, lief bis 1760[24]
- 1753: Joseph Karl Höll (1713–1789), kolbenlose „Luftmaschine“ in Schemnitz/Niederungarn 1753 ersterprobt, lief dort bis 1808
- ab 1769: Johann Friedrich Mende (1743–1798) baut in Sachsen erste Wassersäulenmaschinen mit einfachwirkenden Kolben
- 1810: Georg Reichenbach, Konstruktion einer Solehebemaschine/Wassersäulenmaschine und Anwendung bei der Soleleitung (Bad Reichenhall)
- ab 1816: Christian Friedrich Brendel verbessert Mende’s Wassersäulenmaschinen und erfindet später den doppeltwirkenden Treibekolben
- 1817: Georg von Reichenbach setzt mehrere seiner eigenen Solehebemaschinen bei der Errichtung der 25 km langen Soleleitung von Berchtesgaden nach Bad Reichenhall ein
- 1820: Johann Karl Jordan (sen.)(1789–1861), ab 1810 Maschinen-Inspektor im Oberharzer Bergbaurevier, Weiterentwicklung/Entwürfe für Wassersäulenmaschinen mit doppeltwirkenden Kolben basierend auf den bekannten Solehebemaschinen von Georg von Reichenbach und den Brendelschen Wassersäulenmaschinen mit Kolbensteuerung[25]: „Reichenbach-Jordan’sche Wassersäulenmaschinen“.
- 1820–1824: Christian Friedrich Brendel erfindet die „Brendelsche Kolbensteuerung“
- ? Herr Jordan(jun.), Weiterentwicklung der Wassersäulenmaschinen
- 1873: Albert Schmid präsentiert auf einer Weltausstellung einen kleinen „Wassermotor“ mit doppeltwirkendem Kolben und Schwungrad
- um 1880: Gottlieb Lambach (1838–1921) erfindet die Lambachpumpe, eine Wassersäulenmaschine zur Trinkwasserförderung. Gründer einer Maschinenfabrik in Marienheide-Oberwipper und Bau/Verkauf erster „Lambachpumpen“ ab 1898.
- 1880–1892: Karl Meinecke (1839–1920), Weiterentwicklung der Wassersäulenmaschinen, Bau zweier Maschinen mit Windkesseln im Kaiser-Wilhelm-Schacht (Clausthal)[26]
- 1932: Wilhelm Sauer, totpunktlose gegenläufige Wasserkraftmaschine mit gekoppelter Luftpumpe (Aquariumdurchlüfter, Laborluftpumpe), Reichspatent 543656. Aus der Entwicklung geht die Wuppertaler Firma WiSa-Pumpen hervor, die Wasserkraftpumpen (damaliges Fachwort „Tandempumpen“) wurden bis in die 1960er Jahre gebaut und noch bis 2004 gewartet